# Floyd Landis
Floyd Landis (14 de outubro de 1975, Farmersville, Condado de Lancaster, Pensilvânia) é  um antigo  ciclista profissional dos Estados Unidos que participou em competições de ciclismo de estrada, onde fazia parte, desde 2005, da equipa Phonak Hearing Systems, até ser despedido por comprovado doping. Como bom contra-relogista e escalador, tinha um perfil adequado à disputa da classificação geral de provas de longa duração, como a Volta da França, onde foi o nono colocado na edição de 2005 e vencedor da edição de 2006, até ser desclassificado por doping.
Landis também ficou conhecido após a delação dos casos de doping envolvendo a US Postal Service, equipe em que corria com Lance Armstrong.